# Let Me in Your Heart Again
Let Me in Your Heart Again ist ein Lied der britischen Rockband Queen. Er wurde von Leadgitarrist Brian May geschrieben und war 1983 für The Works aufgenommen worden, aber erst 2014 fertiggestellt und auf der Kompilation Queen Forever veröffentlicht.

## Geschichte
Der Song Let Me In Your Heart Again stammt aus den Sessions für das 1984er Album The Works und wurde von Brian May geschrieben und ursprünglich 1983 in Los Angeles aufgenommen. In der Chris Evans Breakfast Show im September 2014 verriet May, dass es der Band nicht möglich war, den Song fertigzustellen, obwohl mehrere Versionen des Textes geschrieben wurden, um ihn für Mercury leichter singbar zu machen. Die Band gab den Song schließlich auf, obwohl er später von Anita Dobson für ihr 1988 erschienenes Studioalbum Talking of Love aufgenommen wurde, bei dem May die Gitarre spielte.
Für Queen Forever kombinierte May Teile aus allen bestehenden Queen-Versionen, bevor er und Taylor die Musik ausarbeiteten. Folglich enthält das Ergebnis einen ganz anderen Text als Anita Dobsons Version von 1988.
„Ich war sehr froh, dass wir drei neue Stücke für Queen Forever hatten […]“, bemerkte Taylor. „Let Me In Your Heart Again ist absolut typisch für Queen in der Mitte der Periode […] Als ich das Originalband einlegte, war es so erstaunlich echt, als wäre es an diesem Morgen aufgenommen worden. Ich wurde ziemlich emotional, als ich sah, wie Freddie sein Ding durchzog. Es ist, als ob man plötzlich auf Aufnahmen seiner Eltern stößt, nachdem sie verstorben sind. Und dann verwandelt es sich in etwas ziemlich Fröhliches.“

## Musikvideos
Die Musikvideos sowohl für die Albumversion als auch für den William-Orbit-Mix zeigen ungesehenes Material von der Works Tour in Brüssel 1984, das Rock Montreal Video und die Promo-Videoclips Who Wants to Live Forever, A Kind Of Magic, I Want It All, One Vision, Play the Game, Barcelona und Living on My Own. Sowohl die Albumversion als auch die William Orbit Mix-Videos sind auf der offiziellen YouTube-Seite von Queen zu sehen.

## Anita Dobson Version
Eine Version des Liedes wurde von Mays jetziger Ehefrau Anita Dobson (mit May an der Gitarre) für ihr 1988er Studioalbum Talking of Love aufgenommen. Berichten zufolge verwendete sie die Queen-Version(en) als Gesangsvorlage.

## William Orbit Mix
Ein Remix von William Orbit wurde im November 2014 als Single im Vereinigten Königreich veröffentlicht, um Geld für Product Red zu sammeln, eine Initiative, die 2006 von U2-Frontmann Bono gegründet wurde, um den privaten Sektor für die Sensibilisierung und die Bereitstellung von Mitteln zur Bekämpfung von HIV/AIDS in Afrika zu gewinnen. In diesem Mix ist William Orbit an den Keyboards und als Programmierer zu hören.
Der Song erreichte Platz 102 in den britischen Charts.